# Emerson Thome
Emerson Augusto Thome, aussi connu sous le nom de Paredão est un footballeur brésilien né le 30 mars 1972 à Porto Alegre. Il évoluait au poste de défenseur central. 

## Biographie

### Joueur
Il a passé une grande partie de sa carrière en Europe : au Portugal puis en Angleterre.

### Recruteur
- 2008-2015 :  Everton FC
- 2015-2018 :  West Ham United
- 2018- :  RB Leipzig